# Усть-Сурмог
Усть-Сурмог — упразднённый посёлок в Соликамском районе (городском округе) Пермского края России.

## История
До 2019 года входил в состав ныне упразднённого Половодовского сельского поселения Соликамского района.
Упразднён Законом Пермского края от 26 марта 2021 года № 634-ПК.

## География
Посёлок находится в юго-восточной части района, в районе южно-таёжных пихтово-еловых лесов, на левом берегу реки Глухая Вильва, вблизи места впадения в неё реки Большой Сурмог, на расстоянии приблизительно 28 километров (по прямой) к востоку от города Соликамска, административного центра района. Абсолютная высота — 178 метров над уровнем моря.
Климат
Климат характеризуется как умеренно континентальный, с продолжительной холодной зимой и коротким тёплым летом. Средняя многолетняя температура самого холодного месяца (января) составляет −15,7°С (абсолютный минимум — −48,3 °С), температура самого тёплого (июля) — +17,4°С (абсолютный максимум — 37 °С). Продолжительность безморозного периода составляет 114 дней. Среднегодовое количество осадков — 634 мм.

## Население
| 2010 |
| ---- |
| 16   |

Половой состав
По данным Всероссийской переписи населения 2010 года в половой структуре населения мужчины составляли 62,5 %, женщины — соответственно 44,4 %.
Национальный состав
Согласно результатам переписи 2002 года, в национальной структуре населения русские составляли 95 % из 76 чел.